# Sullom Voe

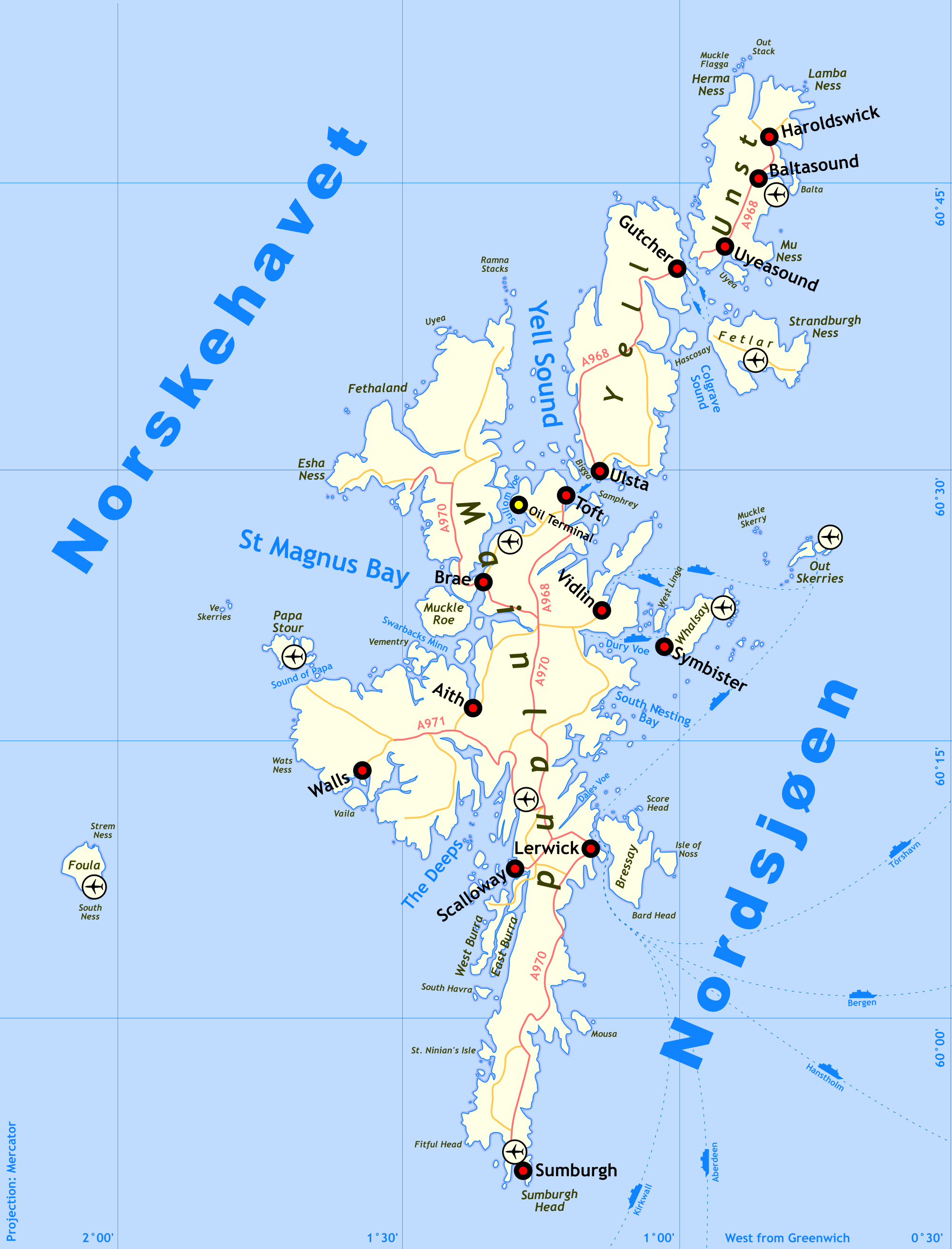
Kaart van de Shetlandeilanden met Sullom Voe bij de gele stip

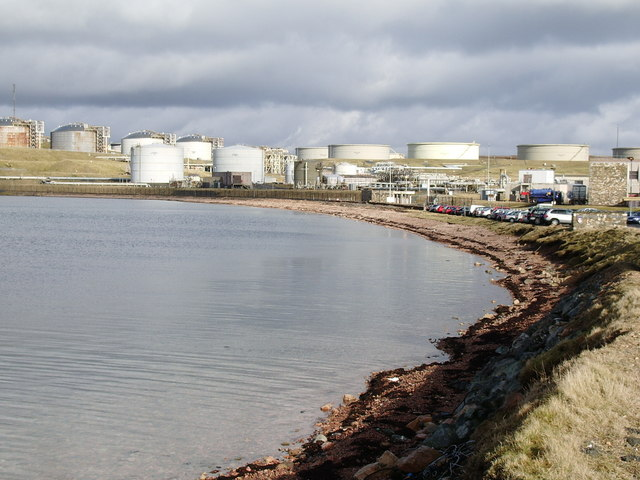
Opslagtanks van de Sullom Voe-olieterminal

Sullom Voe is een inham op de Shetlandeilanden. Het woord "Voe" geeft een kleine en smalle baai of kreek aan. Aan de inham ligt de Sullom Voe-olieterminal.  
De Voe, de langste inham van Shetland en gedeeltelijk beschut door het eiland Yell, werd gebruikt als een militaire opstijg- en landingsplaats tijdens de Tweede Wereldoorlog. Vliegboten van de Royal Air Force en de Noorse luchtmacht hebben hiervan gebruikgemaakt. Er was ook een klein vliegveld voor landvliegtuigen. Na de oorlog werden beide bases verlaten en pas bij de komst van de Sullom Voe-olieterminal en de vele olie- en gasproductieplatforms in de Noordzee werd het vliegveld weer opgeknapt. Het vliegveld staat nu bekend als Scatsta Airport.
De eerste ruwe olie werd ontdekt in de Noordzee in 1969 en kort daarna begon de bouw van de olieterminal bij Sullom Voe. In 1975 was de terminal operationeel en in 1982 was de terminal even de grootste van heel Europa. Olie komt bij de terminal aan via shuttletankers of pijplijnen, ook aardgas, uit meer dan 20 velden gelegen in de Noordzee.